# Калинушкин, Николай Александрович
Николай Александрович Калинушкин  ( 25 января 1948 — 20 апреля 2004) — скульптор, заслуженный художник РФ (1997), лауреат Государственной премии Республики Башкортостан имени Михаила Нестерова (2018), автор Мемориального комплекса  «Скорбящая мать» (Уфа).

## Биография
Калинушкин Николай Александрович родился 25 января 1948 года в г. Уфе Башкирской АССР. Образование получил на факультете монументального искусства Московского Высшего художественно-промышленного училища (Московский художественно-промышленный институт им. С.Г. Строганова; отделение скульптуры) в 1972 — 1977 годах в мастерской профессоров А. С. Кондратьева и Г. А. Шульца.
С 1977 года жил и работал в Уфе. Член Союза художников СССР (России) с 1980 года. С 1991 по 2004 год работал  председателем Правления Союза художников Республики Башкортостан.
С 1977 по 1985 год преподавал рисунок и скульптуру на художественно-графическом факультете Башкирского государственного педагогического института, с 1992 года преподавал на факультете живописи Уфимского государственного института искусств. С 1996 года — доцент института искусств.
В 1993 году удостоен звания «Заслуженный художник Республики Башкортостан», в 1998 году — «Заслуженный художник России».
Произведения Н.А. Калинушкина хранятся в собраниях Государственного художественного музея им. М.В. Нестерова РБ (Уфа), Дирекции художественных выставок России (Москва), Рязанского областного художественного музея, Курганского художественного музея, Тюменского музея изобразительных искусств, Галереи традиционного и современного искусства Фонда «Восток» (Уфа), Музея этнографии народов Башкортостана (Уфа), в отечественных частных собраниях и за рубежом: в собрании Фонда «Дантеско» (Верона, Италия) и в частных коллекциях (Германия, Словакия, США, Франции). Николай Калинушкин в своих работах использовал формально-образные элементы традиций Востока и Запада в сочетании с пластическими новациями XX  века.
С 1989 года по инициативе Калинушкина в Уфе, а потом и в других городах России проходили симпозиумы по скульптуре. Идея была — дать городам дополнительную художественную среду, усилить город эстетически, создав ряд скульптурных произведений для городских улиц и площадей. Так появились ансамбли, отдельные группы, статуи, которые украшают Уфу (у Государственного академического русского драматического театра, у Дворца культуры машиностроителей, на ул. Революционной и др).
Местонахождение станковых произведений: Галерея фонда «Дантеско» (Италия), Башкирский государственный художественный музей им. М.В. Нестерова (Уфа), Рязанский государственный художественный музей им. Пожалостина, художественные музеи Переяславля-Залесского, Азова, Ростова-на-Дону, Элисты.

## Работы
Николай Александрович Калинушкин внес большой вклад в развитие искусства скульптуры в Башкирии, особенно в 90-е годы XX века. В этот период связан именно с его творчеством и педагогической деятельностью, благодаря которой появились многие известные сегодня в России мастера – Фирдант Нуриахметов, Владимир Лобанов, Руслан Нигматуллин и другие.
Талант Николая Александровича проявился во многих жанрах скульптуры – портреты, медальерное искусство, монументальное искусство. В портретах Калинушкин всегда стремился подчеркнуть личность персонажа всеми пластическими средствами. Скульптор с большим увлечением создавал портреты многих деятелей культуры («Михаил Нестеров», «Рами Гарипов», «Борис Домашников» и др.).
В 1988 году изваял скульптуру Икара перед бывшим одноимённым кинотеатром в городе Ишимбае. Николай Александрович — автор мемориала, посвящённого воинам-уроженцам Башкортостана, погибшим в локальных военных конфликтах. Мемориал открыт в Уфе  на ул. Комарова, 25 октября 2003 года. Эскиз памятника был создан в 1998 г. после завершения строительства парка Победы.

## Выставки
С 1977 года Калинушкин — участник республиканских, зональных, региональной, всероссийских, всесоюзных, международных и зарубежных выставок.
С 1988 года - участник республиканских, всероссийских и международных симпозиумов «Скульптура в камне».
Наиболее важные выставки и арт-проекты: 
- 1983 — Всероссийская выставка скульптуры малых форм (Москва)
- 1986 — международный конкурс «Приз медалей» (Париж, Франция)
- 1992, 1994 —международная биеннале «Дантеско» (Милан, Верона, Италия)
- 1994 — «Художники Башкортостана в Российской Академии художеств» (Москва)
- 1994 — всероссийская выставка современной скульптуры «Пространство и форма» (Рязань)
- 1996 — Первая республиканская выставка скульптуры (Уфа)
- 1999 — групповая выставка художников Республики Башкортостан в Академии художеств России (Москва)
- 1999 — Международная выставка скульптуры малых форм (Созопол, Болгария).

Скульптурные симпозиумы: Российские  1988, 1989, 1990, 1991, 1992 в Уфе,  1989, 1994 в Пензе, 1990 в Ростове-на-Дону, 1992, 1993в Рязани,  1992 в Азове,  1996 в Казани.
Международные 1997 в Элисте (Россия), 1998 в Нефтекамске (Россия), 1999 в Уфе (Россия), 2003 в ЦДХ Москва (Россия)
Персональные выставки: 1992, 1998(2), 2000 в Уфе,  1994 в Рязани,  1994 в  Москве.

## Награды и звания
- Государственная премия Республики Башкортостан имени Михаила Нестерова (2018)
- Заслуженный художник России (1997).
- Заслуженный художник Республики Башкортостан (1993).

## Память
25 января 2011 года в Уфе открыта памятная доска члену Союза художников СССР Калинушкину Николаю Александровичу по адресу г.Уфа, ул. Менделеева, д. 138, где он жил с 1997 по 2004 год.